# Sesamia rungsi
Sesamia rungsi là một loài bướm đêm trong họ Noctuidae.